# North Stonington
North Stonington es un pueblo ubicado en el condado de New London en el estado estadounidense de Connecticut. En el año 2005 tenía una población de 5,233 habitantes y una densidad poblacional de 37 personas por km².

## Geografía
North Stonington se encuentra ubicado en las coordenadas 41°28′10″N 72°52′17″O / 41.46944, -72.87139.

## Demografía
Según la Oficina del Censo en 2000 los ingresos medios por hogar en la localidad eran de $57,887 y los ingresos medios por familia eran $61,733. Los hombres tenían unos ingresos medios de $45,625 frente a los $29,133 para las mujeres. La renta per cápita para la localidad era de $25,815. Alrededor del 4.8% de la población estaban por debajo del umbral de pobreza.